# Pfarrkirche Echsenbach

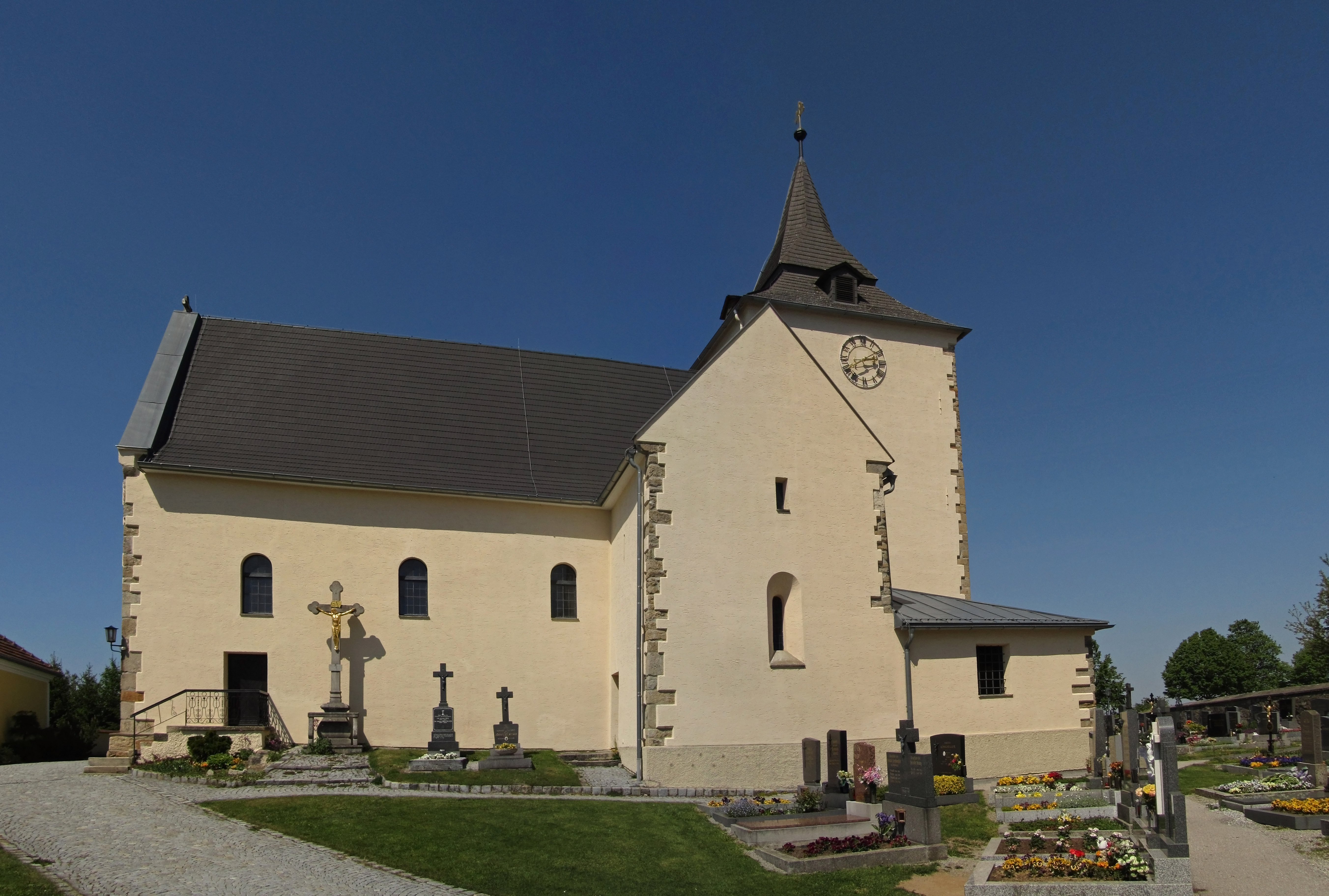
Katholische Pfarrkirche hl. Jakobus der Ältere in Echsenbach

Die römisch-katholische Pfarrkirche Echsenbach steht von einem Friedhof umgeben auf einem Hügel im Norden des Ortes der Marktgemeinde Echsenbach im Bezirk Zwettl in Niederösterreich. Die dem Patrozinium hl. Jakobus der Ältere unterstellte Pfarrkirche gehört zum Dekanat Waidhofen an der Thaya in der Diözese St. Pölten. Die Kirche und der Friedhof stehen unter Denkmalschutz (Listeneintrag).

## Geschichte
Urkundlich wird die Kirche 1250 als Filiale der Pfarrkirche Altpölla genannt. Die eigene Pfarre wurde 1296 urkundlich gegründet und um 1630 mit Altpölla vereint -  seit 1728 wieder eigene Pfarre.
Die romanische Chorturmkirche aus dem 13. Jahrhundert wurde um 1427 umgebaut, 1957 nach den Plänen des Architekten Hans Petermair baulich erweitert.

## Architektur
Das Kirchenäußere zeigt ein im Kern romanisches Langhaus mit einer schlichten Westfront mit einem Rechteckportal und Rundfenstern. Der Ostturm aus dem 13. Jahrhundert hat an der Ostseite vermauerte Maßwerkfenster und seitliche Schlitzfenster und trägt einen Spitzhelm um 1780. Der südliche Kapellenanbau aus dem Ende des 13. Jahrhunderts zeigt frühgotische Maßwerkfenster. Der Sakristeianbau in der Südostecke entstand 1898. Nördlich des Chores wurde 1957 ein Zubau unter einem Walmdach errichtet.
Das Kircheninnere zeigt ein einschiffiges vierjochiges Langhaus unter einem Kreuzrippengewölbe auf fünfseitigen Wandpfeilern, der Dachstuhl ist mit 1427 bezeichnet. Die Musikempore aus der zweiten Hälfte des 15. Jahrhunderts ist spitzbogig geöffnet und zweijochig sternrippenunterwölbt und wurde im Ende des 19. Jahrhunderts nach vorne erweitert. Der gering eingezogene Chor als Turmerdgeschoß ist annähernd quadratisch und ist mit kräftigen Stahlbetonbögen mit dem Langhaus und dem nördlichen Zubau verbunden, das Kreuzgratgewölbe mit Ornamentstreifen aus dem Ende des 13. Jahrhunderts ist erhalten. Im Chor gibt es eine spätgotische Sakramentsnische mit Kielbögen und seitlichen Filialen sowie einem Schmiedeeisengitter aus der zweiten Hälfte des 15. Jahrhunderts. Die südliche quadratische Kapelle im vierten Joch zum Langhaus geöffnet hat ein Kreuzrippengewölbe mit einem Scheibenschlussstein auf länglichen Konsolen mit frühgotischen kronenförmigen Kapitellen aus dem Ende des 13. Jahrhunderts. Der moderne Erweiterungszubau breit zum Chor geöffnet hat eine zeltartige gekuppelte Holzdecke.

## Einrichtung
Der Volksaltar und bedingt durch den nördlichen Zubau übereck gestellte Chorbank aus Granit entstanden um 1970. Das Kruzifix als Holz schuf der Bildhauer Franz Gruber 1971. Die Seitenaltäre zeigen in einem barockisierten Rahmen links ein Marienbild aus 1957 und rechts ein Bild Herz Jesu um 1900. Es gibt eine Figur Schmerzensmann aus dem Anfang des 18. Jahrhunderts.
Die Orgel bauten die Gebrüder Rieger 1894. Die Orgel wurde 1950 durch Josef Panhuber umgebaut.